# Boozt
Boozt AB er en svensk internethandelsvirksomhed, der sælger livsstilsprodukter og modetøj. I koncernen indgår Boozt.com, Booztlet.com og øvrige.
Hovedkontoret ligger i Malmö og de har lager i Ängelholm. De har også fysiske butikker som Beauty by Boozt i Emporia i Malmö og Booztlet i København.
Topchefen er dansk-islandske Hermann Haraldsson, som har gjort Boozt.com til en af de mest profitable eCommerce virksomheder i Norden. Efter tocifrede vækstrater i en række år kaldt Børsen i 2021 Boozt for "en af Skandiaviens største succesfortællinger".
CEO Hermann Haraldsson børsnoterede Boozt i Sverige i 2017 på Nasdaq Stockholm og i 2020 blev Boozt børsnoteret i Danmark. Boozt tilføjede også skønhedsprodukter til deres Nordic Department Store model i 2017.